# Rhyacia diplogramma
Rhyacia diplogramma là một loài bướm đêm trong họ Noctuidae.